# ジョグコン

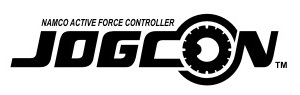

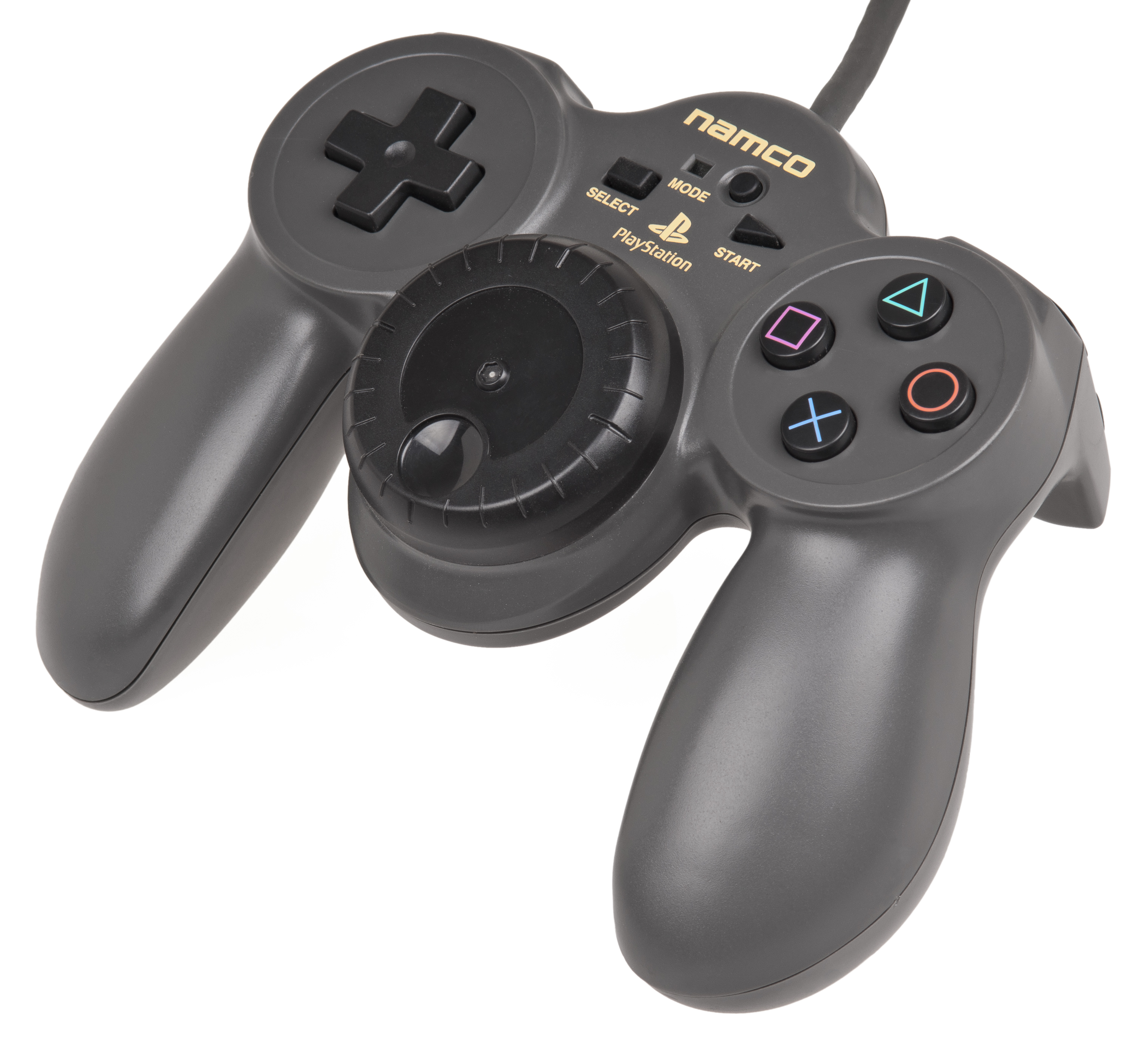

ジョグコンは、ナムコ（後のバンダイナムコゲームス）から発売されたPlayStation用の周辺機器（ゲームコントローラ）である。1998年12月3日に発売された。希望小売価格は3,990円（税込）。

## 概要
両手の親指が届く位置にジョグダイヤルを配置したコントローラー。対応タイトルはあまり多くなかったものの、ゲーム内容に応じてダイヤルが反応するというのが特徴で、独特の感覚でレースゲームを遊ぶことができた。
初期型のPlayStationコントローラに完全互換しているが、デュアルショックの左右アナログスティックとの互換性はない。
コントローラの中央下にジョグダイヤルがあり、ステアリングコントローラにあるような反発力（フォースフィードバック）を備える。電池や外部電源は不要で本体との接続のみで電力を供給する。
ジョグコン対応ソフトは、同時発売された『R4 -RIDGE RACER TYPE 4-』のほか、『パックマンワールド 20thアニバーサリー』『リッジレーサーV』（PlayStation 2）などがある。